# Executieve functies
De executieve functies (EF) zijn een set van hogere controlerende functies van de hersenen. Deze executieve functies omvatten meerdere verschillende deelfuncties, waardoor zij lastig eenduidig te definiëren zijn.
Executieve functies worden wel vergeleken met de taken van een ondernemer van een groot bedrijf. De ondernemer moet allereerst in staat zijn om een algemene strategie te volgen om het bedrijf te leiden. Dit kan onder meer het verhogen van de productie, klanten tevreden stemmen of een goed personeelsbeleid voeren inhouden. Ten tweede moet relevante nieuwe informatie benut kunnen worden om de plannen of strategie eventueel te wijzigen of bij te stellen. Van de andere kant moet ook op de rem getrapt worden als blijkt dat acties ongewenste gevolgen kunnen hebben. Ten derde moeten meerdere taken gelijktijdig uitgevoerd kunnen worden waarbij duidelijk moet zijn welke taak eventueel prioriteit moet krijgen. Ten slotte moet de ondernemer ook over sociale vaardigheden beschikken en het bedrijf naar buiten toe goed kunnen vertegenwoordigen.

## Geschiedenis
De Rus Alexander Luria en Amerikaan Joachim Fuster hebben de basis gelegd voor de theorie waarin executieve functies werden verbonden met de cortex praefrontalis. De Amerikaanse neuropsychologe Muriel Lezak is de eerste die dit psychologisch construct benoemde als executieve functies.

## Wanneer zijn executieve functies vereist?
De psychologen Don Norman en Tim Shallice hebben 5 soorten situaties geschetst waarin gewone routinematige activatie van gedrag niet voldoende is, en executieve functies vereist zijn om tot een optimale prestatie te komen. Dit zijn achtereenvolgens:
- situaties waarbij planning en besluitvorming vereist is
- situaties waarbij bijsturing en foutencorrectie van gedrag nodig is
- nieuwe vormen van gedrag of nieuwe opeenvolgingen van handelingen
- gevaarlijke of technisch moeilijke situaties
- situaties waarbij ingeroest gedrag of gewoontes moeten worden doorbroken

## Veel gebruikte taken
In het psychologisch laboratorium is een aantal van bovengenoemde aspecten van EF onderzocht door middel van de volgende taken:
- Taakomschakeling. Hierbij moet bijvoorbeeld op onverwachte momenten gewisseld worden van taakopdracht zoals op cijfers of op letters reageren, het sorteren van kaarten naar kleur of naar symbool. Een voorbeeld van het laatste is de Wisconsin Card Sorting Test.
- Cueingtaken. Hierbij is een bepaalde taakopdracht gekoppeld aan een bepaald prikkelkenmerk. Een blauw vierkant wil bijvoorbeeld zeggen dat op letters gelet moet worden en een groen vierkant op cijfers. Een fysiek kenmerk van de prikkel moet dus vertaald worden naar een handeling.
- Filtertaken. In filter- (of selectie-)taken krijgt iemand in hoog tempo en in willekeurige volgorde twee soorten signalen aangeboden, bijvoorbeeld hoge en lage tonen of rode en groene plaatjes. De opdracht daarbij luidt alleen te letten op een van beide signalen, en te reageren als zich hierin een fysieke verandering voordoet: bijvoorbeeld let alleen op hoge tonen, en druk op een knop als deze iets langer duurt. Hierbij moet het andere signaal (de lage toon) genegeerd worden (zie ook het artikel aandacht).
- Conflicttaken. Een voorbeeld hiervan is de Eriksen-flankertaak. Hierbij moet bijvoorbeeld met een linker- of rechterknop gereageerd worden op de letters L en R die op het midden van een computerscherm worden aangeboden. De centrale letters kunnen hierbij geflankeerd worden door identieke letters (LLLLL of RRRR) of de andere letter (RRLRR, of LLRLL). Een ander voorbeeld van een reactieconflicttaak is de Strooptaak: hierbij moet de kleur van de woorden GROEN en ROOD benoemd worden die afwisselend in kleuren zijn afgebeeld die wel of niet met de inhoud van deze woorden overeenstemmen (bijvoorbeeld het woordje ROOD wordt in de kleuren rood en groen afgebeeld).
- n-terug-taak. Deze taak doet vooral een beroep op het actieve werkgeheugen. Er worden bijvoorbeeld achter elkaar letters aangeboden, maar moet alleen gereageerd worden als een letter overeenkomt met de letter die n-trials tevoren is aangeboden. Voorbeeld 2-terug: K S K M R T L T A P, er moet nu gereageerd worden op de derde (K) en achtste (T) letter.
- Stoptaken. Hierbij moet een motorische reactie op een reactiesignaal worden onderbroken door een stopsignaal dat kort daarna onverwacht wordt aangeboden. Deze taak onderzoekt vooral het vermogen tot het remmen van motorisch gedrag.

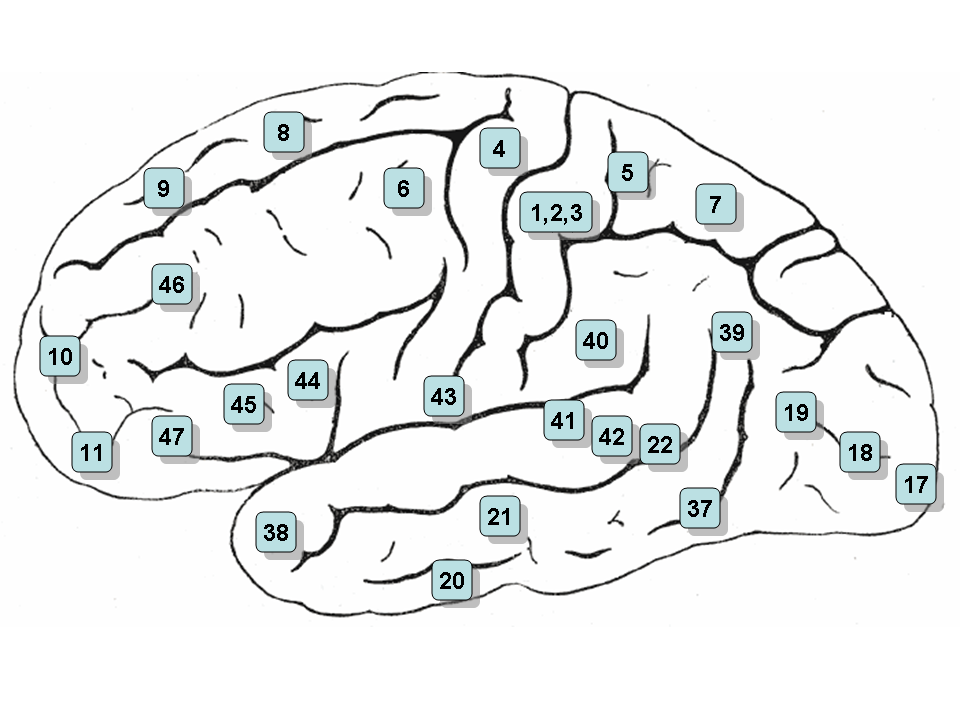
Lateraal deel van de linkergrotehersenhelft met gebieden van Brodmann. De dorsolaterale prefrontale schors omvat de gebieden 8,9 en 46. Ook het rechterdeel van de dorsolaterale prefrontale cortex is echter bij executieve functies (zoals reactieremming) betrokken

## Rol van prefrontale cortex bij executieve functies
De rol van de prefrontale cortex bij executieve functies is niet makkelijk eenduidig aan te geven, omdat, zoals uit het bovenstaande overzicht blijkt, het waarschijnlijk gaat om een diversiteit aan functies. Er vindt nog steeds een debat plaats of de prefrontale cortex een algemene rol vervult, of qua functies kan worden opgedeeld is allerlei gespecialiseerde gebiedjes, of modulen. Onderzoek met patiënten met prefrontale laesies maakt aannemelijk dat het vermogen tot activeren van het werkgeheugen (zoals in diverse aandacht- en geheugentaken) en het vermogen tot remming van door gewoonte en/of conditionering ingesleten gedragspatronen (zoals in stoptaken en bij taakomschakeling) belangrijke kernfuncties zijn.

Mediale deel van de linker cerebrale hemisfeer met cortex cingularis. Dit deel is vooral betrokken bij responsconflict en foutendetectie

### Werkgeheugen
Vooral de dorsolaterale prefrontale schors activiteert als taken een beroep doen op het werkgeheugen. Daarbij bleek er een verschil te bestaan tussen gebieden in de frontale linker- en rechterhersenhelft: links was meer actief in verbale geheugentaken en rechts in de, al dan niet ruimtelijke, niet-verbale geheugentaken.
Ook onderzoek van Goldman-Rakic met apen in zogenaamde uitgesteldereactietaken (hierbij moeten proefdieren even onthouden onder welk paneeltje zich het voedsel bevindt) heeft het belang van dit gebied aangetoond. Het dorsolaterale prefrontale gebied lijkt verder samen te werken met de posterieure gebieden in de hersenen, en de cortex cingularis anterior. Het posterieure gebied zou daarbij kunnen fungeren als opslagplaats van representaties, die belangrijk zijn voor ruimtelijke oriëntatie en het selecteren van de handelingen.

### Brongeheugen en bronamnesie
Brongeheugen wil zeggen dat niet alleen een gebeurtenis of feit zelf, maar ook de context herinnerd wordt waarin zich een bepaalde gebeurtenis heeft voorgedaan. Een detective zal zich bijvoorbeeld niet alleen het gezicht, maar ook de omgeving en het moment kunnen herinneren waarop deze een bepaald persoon eerder heeft gezien. Een student zal zich niet alleen bepaalde informatie herinneren, maar ook dat de docent op het bewuste college een jasje en een bruine das aanhad. Bij bronamnesie hebben patiënten vooral moeite met het onthouden van de context van bepaalde informatie. Bronamnesie lijkt vooral een gevolg te zijn van beschadiging van de prefrontale hersenen. Deze vorm van amnesie kan zich echter ook voordoen als onderdeel van normale veroudering.

### Reactieconflict en fouten
De cortex cingularis anterior lijkt vooral betrokken te zijn bij conflictbewaking (Engels: conflict monitoring). Dit gebied behoort zelf niet tot de cortex praefrontalis maar werkt wel hiermee samen. Zo heeft onderzoek met event-related potentials en fMRI aangetoond dat dit gebied vooral actief is bij taken waarbij reactieconflicten optreden, of fouten in motorische reacties worden gemaakt. Dit blijkt onder meer uit een elektrische hersenpotentiaal die bekendstaat onder de naam Error-Related Negativity (ERN). Het gebied ontvangt ook input vanuit de basale ganglia een kernengebied in de hersenstam, dat onder meer verantwoordelijk is voor productie van dopamine.

### Reactieremming
Frontale gebieden blijken ten slotte ook actief in taken waarbij een motorische reactie moet worden onderdrukt. Vooral een gebied in de rechter prefrontale cortex lijkt hierbij betrokken te zijn. Remming door de frontale cortex speelt ook een rol bij onderdrukken van irrelevante of afleidende informatie. Zo blijken patiënten met prefrontale laesies vaak sterk afleidbaar. Dit is onder meer gebleken uit versterkte reacties van de hersenen (zogeheten geëvoceerde potentialen) van deze patiënten op geluidsprikkels.

### Dysexecutief syndroom
Door hersenletsel is het mogelijk dat gebieden beschadigd raken die betrokken zijn bij de executieve functies. Als het starten of stoppen van gedrag verstoord is, als de interne regulatie zodanig verstoord is dat iemand afhankelijk is van externe structuur of iemand niet goed meer effectief gedrag kan plannen, kan er sprake zijn van het dysexecutieve syndroom. Vaak is er in dat geval schade in het allervoorste deel van de grotehersenschors. Symptomen van het dysexecutieve syndroom zijn: impulsiviteit, passiviteit en apathie, snel geïrriteerd zijn, egocentrisme, gebrek aan flexibiliteit en planningsproblemen.

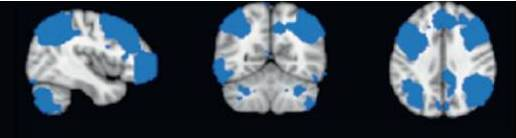
Centraal-executief netwerk (CEN) (naar Seeley et al (2007)

## Hersennetwerken in rust: een centraal-executief netwerk
Recente fMRI-onderzoeken hebben aangetoond  dat gebieden in de hersenen die actief zijn tijdens actieve taakverrichting, ook een onderlinge functionele koppeling vertonen in een toestand van rust. Een dergelijk centraal-executief  netwerk (CEN) is verankerd in de dorsolaterale prefrontale cortex en de cortex parietalis posterior. Kennelijk spelen dezelfde gebieden die betrokken zijn bij het aansturen van executieve functies en het werkgeheugen ook een rol in het onderhouden van intrinsieke connectiviteit in de hersenen in rust. Het CEN staat in wisselwerking met andere grootschalige netwerken zoals het saliencenetwerk en het defaultnetwerk. Activatie van het CEN en saliencenetwerk in rust correleerden respectievelijk met testscores van executief functioneren (zoals tests van het werkgeheugen) en testscores van angstigheid, die buiten de scanner waren verkregen. Deze netwerken waren geïdentificeerd door patronen van synchrone fMRI-activiteit in rust  te onderwerpen aan Independent Component Analysis (ICA). Dit is een multivariate techniek die het mogelijk maakt grootschalige netwerken waarbinnen sprake is van synchrone functionele fMRI-activiteit van elkaar te onderscheiden.